# Stefan Wittwer
Stefan Wittwer (ur. 26 marca 1971) – szwajcarski narciarz klasyczny specjalizujący się w kombinacji norweskiej, brązowy medalista mistrzostw świata.

## Kariera
Startował głównie w zawodach Pucharu Świata B (obecnie Puchar Kontynentalny). W zawodach tego cyklu najlepiej prezentował się w sezonie 1995/1996, który ukończył na drugim miejscu w klasyfikacji generalnej, przegrywając tylko z Gardem Myhre z Norwegii. Na podium stanął tylko raz – 7 stycznia 1996 roku w Oberhofie zajął drugie miejsce w konkursie rozgrywanym metodą Gundersena. W Pucharze Świata zadebiutował 19 grudnia 1992 roku w Sankt Moritz zajmując 44. miejsce. Był to jego jedyny występ w sezonie 1991/1992 i wobec braku zdobytych punktów nie został uwzględniony w klasyfikacji generalnej. Pierwsze punkty wywalczył ponad dwa lata później, 25 marca 1995 roku w Sapporo, gdzie zajął 23. miejsce. W klasyfikacji generalnej sezonu 1994/1995 zajął 48. pozycję.
Na przełomie lutego i marca 1995 roku wystąpił na Mistrzostwach Świata w Thunder Bay, gdzie osiągnął największy sukces swojej kariery. Wspólnie z Markusem Wüstem, Arminem Krüglem i Jeanem-Yves'em Cuendetem wywalczył tam brązowy medal w zawodach drużynowych. Po skokach Szwajcarzy zajmowali drugie miejsce za Japończykami, jednak na trasie biegu zostali wyprzedzeni przez Norwegów i ostatecznie stanęli na najniższym stopniu podium.

## Osiągnięcia

### Mistrzostwa świata
| Miejsce | Dzień    | Rok  | Miejscowość | Konkurencja          | Wynik zwycięzcy | Strata      | Zwycięzca |
| ------- | -------- | ---- | ----------- | -------------------- | --------------- | ----------- | --------- |
| 3.      | 10 marca | 1995 | Thunder Bay | Sztafeta K-90/4x5 km | 56:20.2 min     | +5:21.6 min | Japonia   |

### Puchar Świata

#### Miejsca w klasyfikacji generalnej
- sezon 1994/1995: 48.
- sezon 1995/1996: 50.

#### Miejsca na podium chronologicznie
Wittwer nigdy nie stał na podium indywidualnych zawodów Pucharu Świata.

### Puchar Kontynentalny

#### Miejsca w klasyfikacji generalnej
- sezon 1991/1992: 32.
- sezon 1994/1995: 30.
- sezon 1995/1996: 2.
- sezon 1996/1997: 33.

#### Miejsca na podium chronologicznie
| Nr | Data            | Miejscowość | Konkurencja         | Wynik zwycięzcy | Pozycja | Strata | Zwycięzca     |
| -- | --------------- | ----------- | ------------------- | --------------- | ------- | ------ | ------------- |
| 1. | 7 stycznia 1996 | Oberhof     | Gundersen K90/15 km | ?               | 2.      | ?      | Ago Markvardt |